# Indice di colore
In astronomia, si dice indice di colore, o semplicemente colore, la differenza tra le magnitudini in due diversi filtri (o bande) di una stella.

## Calcolo
Supponiamo che una stella abbia magnitudini assolute {\displaystyle M_{\Delta \lambda _{1}}} e {\displaystyle M_{\Delta \lambda _{2}}} rispettivamente nei filtri {\displaystyle \Delta \lambda _{1}} e {\displaystyle \Delta \lambda _{2}}, mentre le magnitudini apparenti, negli stessi filtri, siano {\displaystyle m_{\Delta \lambda _{1}}} e {\displaystyle m_{\Delta \lambda _{2}}}.
Si chiama colore intrinseco della stella la differenza tra le magnitudini assolute della stella in bande diverse:
{\displaystyle C_{\Delta \lambda _{1}-\Delta \lambda _{2}}=M_{\Delta \lambda _{1}}-M_{\Delta \lambda _{2}}}
In pratica, il colore intrinseco dice in quale banda la stella ha una maggiore luminosità intrinseca.
Si dice colore apparente il risultato della differenza tra le magnitudini apparenti della stella in due bande diverse:
{\displaystyle c_{\Delta \lambda _{1}-\Delta \lambda _{2}}=m_{\Delta \lambda _{1}}-m_{\Delta \lambda _{2}}}
e indica in quale banda il flusso che riceviamo da una stella è maggiore. Il colore apparente
può risultare differente da quello intrinseco in quanto, la luce che proviene dalla stella, durante il tragitto fino all'osservatore, può incontrare polvere e gas interstellare che la assorbono parzialmente (o totalmente).
La quantità che dice quanta luce della stella viene assorbita durante il suo tragitto si chiama eccesso di colore, ed è dato dalla differenza tra il colore apparente ed il colore intrinseco:
{\displaystyle E_{\Delta \lambda _{1}-\Delta \lambda _{2}}=c_{\Delta \lambda _{1}-\Delta \lambda _{2}}-C_{\Delta \lambda _{1}-\Delta \lambda _{2}}}.
L'eccesso di colore è una quantità sempre positiva e viene usato in astronomia per quantificare l'arrossamento (o, con terminologia anglosassone, reddening).

## Esempio
Per comprendere meglio il significato delle equazioni sopra indicate, prendiamo in considerazione una stella avente magnitudini assolute {\displaystyle M_{B}=2.32} mag e {\displaystyle M_{V}=2.22} mag
nelle bande B e V, e magnitudini apparenti {\displaystyle m_{B}=0.99} mag e {\displaystyle m_{V}=0.77} mag nelle medesime bande. Il colore intrinseco sarà dato dalla differenza tra le magnitudini assolute:
{\displaystyle (B-V)_{intr}=\,M_{B}-M_{V}=2.32-2.22=0.10{\text{ mag}}\,,}
il colore apparente verrà dalla differenza tra le magnitudini apparenti:
{\displaystyle (B-V)_{app}=\,m_{B}-m_{V}=0.99-0.77=0.22{\text{ mag}}}
e l'eccesso di colore risulterà essere:
{\displaystyle E(B-V)=\,(B-V)_{app}-(B-V)_{int}=0.22-0.10=0.12{\text{ mag}}\,.}